# Capucin à croupion jaune
Lonchura flaviprymna
Espèce
Statut de conservation UICN

 LC  : Préoccupation mineure
Le Capucin à croupion jaune (Lonchura flaviprymna) est une espèce de passereaux de la famille des Estrildidae que l'on trouve dans l'Est de la région de Kimberley et dans le Nord-Ouest du Territoire du Nord, entre Wyndham et Normanton, en Australie.

## Description
Comme l'indique son autre nom de Donacole à poitrine fauve, cet oiseau de 11 cm arbore un coloris beige sur la poitrine et le ventre. Son dos et ses ailes sont marron chocolat. Sa tête est grise. Son bec fort et conique présente des nuances de gris bleuté. Son croupion est jaune.
La femelle se différencie du mâle par un gris plus soutenu sur la tête et la nuque.

## Habitat
Le Capucin à croupion jaune vit en zone tropicale dans les mangroves, les savanes humides, les marais et sur les bords de rivières. Il ne s'aventure guère en dehors des zones côtières, l'intérieur des terres étant apparemment trop aride pour lui. Il recherche sa nourriture au sol en compagnie de différents autres petits granivores, comme le Capucin donacole.

## Alimentation
Le Capucin à croupion jaune recherche sa nourriture sur le sol. Celle-ci est essentiellement composée de graines de Poaceae.

## Reproduction
Dans la région chaude et humide où vit le Capucin à croupion jaune, les graminées sont abondantes à la saison des pluies entre septembre et mai, époque de la reproduction chez cet oiseau. Les nids sont construits dans la végétation touffue et les roseaux en bordure de marais. Le mâle transporte les matériaux qui sont assemblés par la femelle en un nid en forme de boule typique du genre Lonchura avec une entrée latérale surmontée d'un auvent abritant l'accès au nid. La ponte comporte généralement 4 à 6 œufs.